# Phryxe nupta
Phryxe nupta là một loài ruồi trong họ Tachinidae.